# Союз Ліги Націй

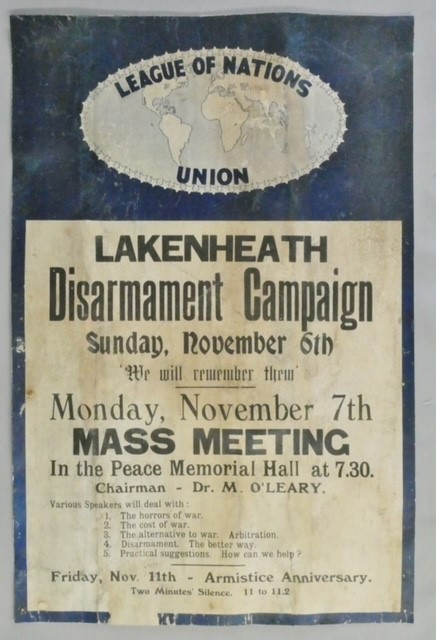
Союз Ліги Націй, плакат кампанії за роззброєння в Лейкенхіті 1932 року

Союз Ліги Націй (LNU) — організація, створена в жовтні 1918 року у Великій Британії для сприяння міжнародній справедливості, колективній безпеці та постійному миру між націями на основі ідеалів Ліги Націй. Ліга Націй була створена Великими державами в рамках Паризьких мирних договорів - міжнародного врегулювання, що настало після Першої світової війни . Створення загальної асоціації націй було останнім із Чотирнадцяти пунктів президента Вудро Вільсона. Союз Ліги Націй став найбільшою та найвпливовішою організацією в британському русі за мир.   До середини 1920-х років рух налічував понад чверть мільйона зареєстрованих підписників , а його членство досягло свого піку - приблизно 407 775 осіб у 1931 році. Однак, у 1940-х роках, після розчарувань міжнародними кризами 1930-х років і початком Другої світової війни, кількість членів зменшилось до близько 100 000. 

## Створення
Союз Ліги Націй (LNU) був створений 13 жовтня 1918 року  шляхом обʼєднання Асоціації  Вільних Націй і Товариства Ліги Націй - двох старіших організацій, які вже працювали над створенням нової та прозорої системи міжнародних відносин, захистом прав людини (у тогочасному розумінні) та встановлення світового миру через роззброєння та загальну колективну безпеку.
На відміну від традиційних підходів, таких як баланс сил або створення блоків впливу через таємні договори, Союз Ліги Націй прагнув досягти міжнародного миру та стабільності на основі відкритого співробітництва між державами. 
Представництва Союзу Ліги Націй були створені в домініонах і в союзних державах, у тому числі в столицях усіх штатів Австралії. 

## Внутрішня структура
Штаб-квартира Союзу Ліги Націй в різний час була розташована на вулицях Букінгемські ворота  і Гросвенор Кресент, Белгравія . У 1940-х роках з міркувань економії він переїхав до менших приміщень на St Martin's Lane, WC2. 
Вищим органом управління Союзу Ліги Націй була Генеральна рада, яка збиралася двічі на рік і відповідала за політику організації відповідно до  Королівської хартії 1925 року.
Під Генеральною радою знаходився Виконавчий комітет, який засідав кожні два тижні та координував усю діяльність організації. До його обовʼязків входило: 
- організацій кампанії та освітніх програми Союзу Ліги Націй;
- отримання звітів від місцевих відділень;
- моніторинг діяльності спеціалізованих груп;
- управління персоналом Союзу Ліги Націй;

Філії Союзу Ліги Націй мали власні незалежні структури управління. 

## Діяльність
Союз Ліги Націй відігравав важливу роль у політиці міжвоєнного періоду. Згідно з джерелом, він успішно привернув  на бік Ліги Націй основні верстви британського суспільства, включаючи робітничий рух, церкви, та провідні газети.
Організація також мала значний вплив у традиційних політичних колах, зокрема в Ліберальній партії. Один історик зайшов так далеко, що охарактеризував Союз Ліги Націй як «ключову ліберальну групу тиску на зовнішню політику» і охарактеризував членів Ліберальної партії як «справжніми прихильниками» Союзу Ліги Націй. 
Першим президентом Союзу Ліги Націй став Едвард Грей, ліберальний міністр закордонних справ Великої Британії під час Першої світової війни. Серед інших провідних ліберальних в організації були:
- Джеффрі Мандер - депутат від Ліберальної партії Вулвергемптонського Сходу з 1929 по 1945 роки; [8]
- Гілберт Мюррей - віцепрезидент Товариства Ліги Націй з 1916 року та головою Союзу Ліги Націй з 1923 року; [11]

Залучення політиків- консерваторів для підтримки Союзу Ліги Націй та самої Ліги Націй було складнішим завданням, проте організація наполегливо працювала над цим, оскільки політична надпартійність була важливою для її авторитету. Деякі відомі консерватори все ж приєдналися до Союзу, зокрема лорд Роберт Сесіл і Остен Чемберлен, які були членами виконавчого комітету Союзу Ліги Націй.  Однак більшість консерваторів з глибокою підозрою ставилися до підтримки Союзом Ліги Націй пацифізму та роззброєння . Аналогічну позицію консерватори займали у 1980-х роках щодо Кампанії за ядерне роззброєння . Навіть Остін Чемберлен зауважив, що Виконавчий комітет «містить деяких із найгірших диваків, яких я коли-небудь знав».  Вінстон Черчилль у свою чергу сказав про Союз Ліги Націй: «Що вражає мене найбільше - це їхнє безмежне терпіння та невичерпна довірливість». 

### Бюлетень миру
Одним із прикладів політичного впливу Союзу Ліги Націй стало Голосування за мир у 1935 року, організоване для оцінки громадської думки щодо міжнародного роззброєння та колективної безпеки. Хоча це не був офіційний референдум, у ньому взяли участь понад одинадцять мільйонів осіб, що засвідчило потужну підтримку цілей і завдань Ліги Націй та вплинуло на політиків і формування державної політики. 
Результати голосування за мир були оприлюднені у всьому світі. Було припущення, що одна з наслідковий інтерпретацій полягала в тому, що держави Осі сприйняли результати як свідчення небажання Великої Британії вступати у війну на захист інших націй.  Проте, більшість голосів (майже три до одного) підтримала застосування військової сили проти міжнародних агресорів як крайній захід.
Британський політик Філіп Ноель-Бейкер розповів історикові Браяну Гаррісона про роль Аделаїди Лівінгстон в організації голосування за мир у рамках проєкту «Усні свідчення про суфражистку та рухи суфражисток: інтерв’ю Браяна Гаррісона», присвячені суфражистському руху. 

### Освітні програми
Іншими основними напрямками діяльності Союзу Ліги Націй були освіта та підвищення обізнаності. Організація випускала публікації, надавала лекторів і проводила навчальні курси. Деякі з її освітніх програм мали тривалий вплив на британські школи. 

## Заміна Асоціацією ООН
Було очевидно, що після Другої світової війни знадобиться нове міжнародне врегулювання. У 1948 році було засновано Асоціацію Об’єднаних Націй Сполученого Королівства (UNA-UK), члена WFUNA, з метою просування роботи Організації Об’єднаних Націй створеної у 1945 році після конференції в Думбартон-Оуксі. 
У звʼязку з цим Союз Ліги Націй передав усю свою організаційну структуру та членство в UNA-UK. Однак, відповідно до положень свого Королівського статуту, Союз Ліги Націй продовжував існувати в обмеженому форматі до середини 1970-х років, займаючись розподілом спадщини та виплатою пенсій колишнім співробітникам.

## Документація
Документи, записи, протокольні книги, брошури, звіти та листівки Союзу Ліги Націй зберігаються в  Британській бібліотеці політичних та економічних наук при Лондонській школі економіки у Вестмінстері. 
Деякі оцифровані матеріали Союзу Ліги Націй доступні в Цифровій бібліотеці LSE. 